# 丹尼尔·谢勒斯
丹尼尔·谢勒斯（英語：Daniel J. Scheeres），天体力学和航天动力学家，科罗拉多大学博尔德分校杰出教授，理查德·泽巴斯讲席教授，美国国家科学院院士。1999年，为纪念其在不规则形状小行星附近轨道的开拓工作，小行星(8887)1994LK1被命名为(8887)Scheeres。

## 学术成就
谢勒斯教授现为航空宇航领域国际著名期刊 JGCD 副主编，AIAA Associate Fellow，国际小天体探测动力学、导航与控制及空间科学领域的著名专家。曾参加了美国首颗小行星探测器会合-舒梅克号的动力学与控制系统研制、日本首次小行星采样返回任务隼鸟号探测器运动行为与控制系统分析。在国际综合顶级期刊 Science、Nature发表论文12篇，在国际航空宇航领域著名期刊《制导、控制与动力学》期刊发表论文52篇，在国际天体力学领域著名期刊 Icarus 发表论文34篇。论文目前被引用超过5900次。